# Castro (Lecce)
Castro – miejscowość oraz gmina we Włoszech, w regionie Apulia, w prowincji Lecce.
Według danych na 2009 populacja Castro wynosiła 2516 osób, przy gęstości zaludnienia równej 629 os./km².